# Эриашвили, Нодари Дарчоевич
Нодари Дарчоевич Эриашвили (род. 20 июня 1960) — российский профессор, доктор экономических наук, кандидат юридических наук, кандидат исторических наук, лауреат премии Правительства РФ в области науки и техники, бизнесмен-издатель и общественный деятель. Доцент Университета прокуратуры РФ, кафедра гражданско-правовых дисциплин. Профессор МосУ МВД России им. Кикотя, кафедра гражданского и трудового права, гражданского процесса. «Почётный работник сферы образования Российской Федерации».
Научный редактор журнала «Вестник Московского университета МВД России», главный редактор издательства «Юнити-Дана». Вице-президент Союза адвокатов России. Руководитель департамента юриспруденции АНОВО «Института социальных наук».
Автор около 400 научных и учебно-методических трудов, в том числе 5 монографий и 5 учебников, выдержавших около 10 изданий.

## Биография
Закончил юридический институт МВД в Москве.
С середины 1990-х годов активно занимается издательско-коммерческой деятельностью. При его участии был основан Фонд содействия правоохранительным органам "Закон и право". Далее, с участием данного фонда основана юридическая фирма - Международная коллегия адвокатов города Москвы "Закон и право", зарегистрированная 17 апреля 2003 года в московском районе Щукино. Кроме Эриашвили, учредителем значится Уваров Сергей Анатольевич.
30 марта 1992 года получил лицензию для издательства "Закон и право". Позже, 17 апреля 1992 года получил лицензию для издательства "Страховой полис". Также Эриашвили были основаны издательства "Аудит", "Банки и биржи".
Далее, в 1994 году открыл в Москве издательское объединение "Юнити", реорганизованное в 1998 году в издательство "Юнити-Дана".
В организации издательств участвовал давний бизнес-партнёр Эриашвили и его земляк из Грузии, основатель и директор московских издательств "Авиценна" (с 1992 г.), "Аудит" (с 1992 г.), "Банки и биржи" (с 1992 г.) и "Компьютер" Закаидзе Василий Николаевич (1956 года рождения, переехал из Грузии в РФ в 1994 году). Последний стал гендиректором нового издательского объединения "Юнити", учрежденного в 1994 году на базе издательства Закаидзе "Банки и биржи" и издательства Эриашвили  "Закон и право", а председателем редакционного совета стал доктор экономических наук А. Н. Романов. Данное издательство наладило производство учебников по юридическим и экономическим дисциплинам.
С 1997 года Закаидзе и Эриашвили издают журнал "Закон и право". Им удалось привлечь к сотрудничеству американского экономиста и маркетолога Кена Ховарда, в 1995-1996 гг. сотрудничавшего с "Инфрой".
Эриашвили стал юридическим администратором, и главным научным редактором указанного издательства "Юнити-Дана". Юрисконсультом стала его племянница Эриашвили Мака Ивановна, 1980 года рождения (автор книги: Участие прокурора в гражданском процессе: Науч. изд. — М.: Закон и право, 2003).
В 1998 году защитил диссертацию на соискание учёной степени кандидат исторических наук. Тема: «Возникновение федерализма Советской России (на примере Туркестана)». Ведущей организацией при защите данной диссертации являлась Академия ФСБ.
Во многих случаях, Эриашвили печатал бесплатно, а за вознаграждение, включался в авторский коллектив книг.
Благодаря данному факту, Эриашвили стал публиковать и редактировать, помимо юридических и экономических учебников, также учебники по истории, религиоведению, культурологии, даже становясь их автором или соавтором.
Глубокий, хотя и непродолжительный Экономический кризис в России (1998) в 1998-1999 гг. повлиял на книгоиздание и книжную торговлю: из ассортимента издательства в кризиный период на рынке осталась только учебная литература, а востребованность монографий резко снизилась.
В 1996-1999 годах публикует первые книги:
- Деловая практика страхового агента и брокера: Учебное пособие (1996, стал соавтором-редактором у Сергея Ефимова);
- Экономическая теория: учебник для вузов (соавторы К. Ховард, Г. Журавлева, Н. Эриашвили). – 1997;
- Право. Учебник (1997, в соавторстве);
- Общий курс менеджмента в таблицах и графиках : Учебник для студентов вузов (1998, в соавторстве);
- Криминология и административная юрисдикция милиции (1998, в соавторстве с Лобзяковым);
- Книгоиздательство: менеджмент и маркетинг (1998);
- Экономика и право (1999);
- Банковское право (1999).

В 2002 году защитил диссертацию на соискание учёной степени доктор экономических наук. Тема: «Стратегия управления книгоиздательским комплексом в России в условиях рыночных отношений». Тогда же принят на работу в Московский университет МВД России, печатную продукцию которого стало выпускать его издательство "Юнити-Дана". Благодаря последнему фактору, учебники издательства "Юнити-Дана" стали проходить по системе госзакупок.
В 2003 году Эриашвили, несмотря на уже полученную докторскую степень по экономике, защитил диссертацию на соискание учёной степени кандидат юридических наук. Тема: «Присвоение и растрата чужого имущества как форма хищения: уголовно-правовой анализ».

## Особености издательской деятельности, конфликтные ситуации и споры
Коллегой по издательской и научной работе Эриашвили в конце девяностых - начале "нулевых" годов стал житель Москвы, кандидат юридических наук Селиверстов Тимур Анатольевич, 1965 года рождения, автор защищённой в 2001 году кандидатской диссертации "Правовое регулирование кооперации в России в 1865-1917 гг.". Он же - многолетний преподаватель Московской государственной юридической академии, Международного университета бизнеса и управления, редактор основанных в 2001 году ежемесячных изданий "Православие, право, государственность" и "Юридический журнал", написал на правах автора – книги «Основы правовых знаний. Курс лекций для специального первоначального обучения сотрудников милиции общественной безопасности» (Москва, 1999), «Прокурорский надзор в России: история, теория, практика» (Москва, 2006), на правах соавтора – написавший книги "История развития российской прокуратуры" (Москва, 2002, в соавторстве с Касумбеком Амирбековым), "История государства и права зарубежных стран" (Москва, 2003, 4-е издание, в составе коллектива авторов, позже неоднократно переиздавалась), а также основал и зарегистрировал в январе 2000 года Межрегиональную общественную организацию "Академия права и государственности" в Москве под руководством доктора юридических наук Исаева Игоря Андреевича, в которой Селиверстов стал проректором, а с 2007 года являлся гендиректором указанной структуры (ныне ликвидирована).
С Эриашвили сотрудничали доктор юридических наук Погосян Норайр Даниелович, и доктор экономических наук Чунихин Виктор Константинович.
В процессе подготовки научных юридических статей, при написании совместного соавторского учебника "Таможенное право" (2005 г.), а также в составлении текстов ряда других учебных и юридических книг фактическим соавтором Эриашвили выступил Галузо, Василий Николаевич, известный в настоящее время, как активист внесистемного протестного движения, и демократический правозащитник оппозиционной направленности.
В соавторстве с Галузо также Эриашвили опубликовал несколько научных статей, среди них:
- Эриашвили Н.Д., Галузо В.Н. О системе уголовно-процессуального законодательства в Российской Федерации // Вестник Московского университета МВД РФ. 2012. No 2;
- Эриашвили Н.Д., Галузо В.Н. Правовое регулирование цензуры в правление «Государя императора» Павла Петровича // Вестник Московского университета МВД России. 2014. No 2. С. 23–26;
- Осавелюк А. М., Эриашвили Н. Д., Галузо В. Н. Образование и воспитание и Российской Федерации // Государственная служба и кадры. 2015. No 1. С. 71—75;
- Галузо В. Н., Осавелюк А. М., Эриашвили Н. Д. Образование и воспитание в Российской Федерации: поиск оптимального сочетания // Особенности преподавания юридических дисциплин в современных условиях: сб. материалов круглого стола (27 марта 2015 г., г. Москва) / под общ. ред. О.Д. Жука ; Акад. Ген. прокуратуры Рос. Федерации. М., 2015. С. 206—211.

Также Эриашвили участвовал в составлении уникальных и новаторских пособий.
В 2010-2011 годах два учебных пособия с Эриашвили по новаторскому направлению - криминальной сексологии издал известный правовед и медик Дерягин Геннадий Борисович, оказавший последнему значительное финансовое содействие.
Также, в 2015 году в соавторстве с Эриашвили юристы Чихладзе Леван Теймуразович и Осавелюк Алексей Михайлович (родился 1 июня 1954 года, бывший житель Украины, в 1995-2005 году преподавал в НОУ "Московский международный институт эконометрики, информатики, финансов и права") опубликовали учебник "Конституционное регулирование основных прав и свобод граждан КНР и иностранцев, находящихся на территории КНР".
Приказом Министерства науки и высшего образования Российской Федерации от 20 марта 2023 года N190 к/н присвоено почётное звание “Почётный работник сферы образования Российской Федерации
В конфликтные ситуации из-за плагиата попадали находящиеся под руководством Эриашвили издательство "Юнити-Дана", журнал "Закон и право", а также курируемый последним «Вестник Московского университета МВД».
Журнал "Закон и право" издается с 1997 года, руководит изданием профессор Московского университета МВД Нодари Эриашвили, который дважды участвовал в необоснованном присуждении ученых степеней. Члены редколлегии 66 раз участвовали в необоснованном присуждении ученых степеней. Эриашвили из "Закона и права" заявил, что выявлением плагиата не занимаются из-за небольшого штата сотрудников, а если и отклоняют работы, то из-за неправильной подготовки. По его словам, у сотрудников силовых структур плагиата не больше, чем у гражданских соискателей.
«Вестник Московского университета МВД» получил регистрацию СМИ в 2003 году после объединения Московской академии МВД, Московского института МВД и Юридического института МВД. Созданный на базе этих структур, университет стал крупнейшим вузом по подготовке полицейских. Научным редактором журнала с начала работы университета также был Эриашвили, а главным редактором стал его ученик Миронов Артур Левонович.
В 2005-2006 годах имел громкий процесс на основании судебного иска, поданного против издательства "Юнити-Дана" из-за неправомерного заимствования и нарушений авторских прав. Предыстория плагиатского конфликта была такова. В центре скандала оказался Петелин Владимир Герасимович, 1936 года рождения, который в 1990-х и "нулевых" годах в московском Институте повышения квалификации информационных работников (ИПКИР) читал курс «Выставочное дело». Он в 2005 году издал учебник под названием «Основы менеджмента выставочной деятельности», главным редактором которого (на правах соавтора) стал Нодари Эриашвили.
В книгу «Основы менеджмента выставочной деятельности» вошли дипломные работы 29 выпускников. Все они были профессионалами, которые приехали в ИПКИР (институт повышения квалификации), чтобы посетить семинары и обменяться опытом. Они написали серьезные работы о своем профессиональном опыте в области организации и проведения коммерческих выставок (с фотографиями и результатами различных исследований) и сдали их на кафедру. Петелин взял себе на кафедру все оригиналы дипломных работ и, практически без изменений, использовал в этой книге. Суд авторы проиграли, и надо отметить, что ответчик - Петелин - в суд не пришел ни разу. Вместо него все 4 раза (было 4 заседания) приходили разные адвокаты и два раза пришел издатель, он же главный редактор данной книги. Издатель Эриашвили знал о том, что книга состоит из чужих материалов, и что письменного согласия на использования дипломных работ у Петелина никогда не было. Однако это не помешало издателю реализовать проект. В перерывах между судебными заседаниями, как свидетельствуют очевидцы, Эриашвили выходил в коридор и запугивал истиц. .
По искам из-за нарушения авторских прав и некорректных заимствований издательство «Юнити-Дана» фигурировало также в судебных процессах 2013 года и 2019 года.
В 2008 году издательство "Юнити-Дана" опубликовало книгу Рашида Мухаева "Теория политики", где содержался плагиат работ Владимира Гельмана, что последний отметил в своём блоге в "Живом журнале", однако до судебного иска дело тогда не дошло.
Плагиатской признана также изданная в 2008 году книга преподавателя кафедры управления внешнеэкономической деятельностью предприятий Уральского государственного технического университета (ныне — Уральский федеральный университет им. Б.Н.Ельцина) Дмитрия Гольдберга и заведующего этой кафедрой Леонида Стровского «Россия — Израиль. На пути экономического сотрудничества» (Гольдберг Д. А., Стровский Л. Е. Россия – Израиль: на пути экономического сотрудничества: монография. Гриф УМЦ «Профессиональный учебник». – 2-е изд., перераб. и доп. М.: Юнити, 2008.) Выпущенная московским издательством «Юнити-Дана» 80-страничная брошюра гордо именуется «монографией» и имеет научного рецензента, на ней поставлен утвердительный гриф возглавляемой  Эриашвили некоммерческой организации "Учебно-методический центр «Профессиональный учебник», существовавшей в 2001-2017 годах.
Между тем в книге нет ни одного указания на источники данных, а ссылки на источники текстового заимствования зачастую фальсифицированы: скопированные тексты российских авторов сопровождаются отсылками к западным работам или к русскоязычным публикациям, не имеющим отношения к данным фрагментам. Директор Центра ближневосточных исследований ИМИ МГИМО (У) Андрей Федорченко, чьи труды активно использовались авторами брошюры, провел ее экспертный анализ и выявил не менее семи случаев дословных совпадений текста с более ранними публикациями других исследователей.
По словам корреспондента "Лехаим":
"Нодари Эриашвили также выразил сожаление в связи со случившимся и заверил, что по получении письма из МГИМО (У) книга была снята с продажи. По его словам, сейчас в магазинах (в том числе сетевых) могут находиться лишь экземпляры, отгруженные ранее"..

## Деятельность непризнанного "научно-исследовательского института"
7 сентября 2010 года под руководством Эриашвили в Москве была зарегистрирована Автономная некоммерческая организация "Научно-исследовательский институт образования и науки" (НИИОН). Эту структуру учредили ООО "Издательство Финансы" и Учебно-методический центр "Профессиональный учебник" (директор - Цыпкин Юрий Анатольевич, 1962 года рождения, доктор экономических наук), а также коллега Эриашвили по бизнесу - преподаватель Ставропольского филиала МИРЭА Саудаханов Марат Вильданович.
Силами НИИОН создан сайт Международной электронной библиотеки «Образование. Наука. Научные кадры». .
Кроме того, силами сотрудников НИИОН с 2017 года издаётся научный журнал под таким же названием. .
Одной из причин создания своего "научного сообщества" со стороны Эриашвили, кроме необходимости создания научно-издательской фирмы, также стали плагиатские скандалы, периодически возникавшие вокруг учебников его издательства "Юнити-Дана", и сопрождавшиеся громкими судами (в частности, предметом судебного разбирательства стало псевдонаучное "творчество" одного из авторов издательства Петелина Владимира Герасимовича).
Кроме того, в 2018 года данный институт стал правообладателем товарного знака на журнал "Аудиторские ведомости". .
В руководство новоучрежденного института вошли родственники Эриашвили: его сестра Никитина (в девичестве Эриашвили) Наргиз Дарчоевна, 1944 года рождения (ранее управляла тремя структурами - издательствами "Банки и биржи", "Культура и спорт", "Аудит"), и племянник последней Никитин (прежние фамилии: Эриашвили, Шошикелашвили) Мамука Иванович, 1982 года рождения, быший житель грузинского города Рустави, отец которого - Эриашвили Иван Дарчоевич, 1952 года рождения, стал работать директором московского кинотеатра "Ударник".
Ныне Мамука Никитин - ученый секретарь Научного центра безопасности дорожного движения МВД России, и старший научный сотрудник Управления организации научной и редакционно-издательской деятельности Московского университета МВД России имени В.Я. Кикотя (оформлен, как "младший научный сотрудник НИИ образования и науки").
Несмотря на такое название, эта организация является частной фирмой, по сути - зонтичной структурой для издательства  Эриашвили "Юнити-Дана", а не научным исследовательским институтом в классическом его виде, или учебным заведением. Хотя, как утверждает демократический блогер-общественник и правозащитник Вячеслав Фунтиков, там даже введен самопровозглашённый "индекс научного цинирования" (сitation-индекс в электронной библиотеке НИИОН), что является своего рода имитацией индекса публикаций электронной библиотеки созвучного научного учреждения - ИНИОН. Тем не менее, в юрисдикции указанного "НИИ" появились должности "старших научных сотрудников" (несмотря на то, что такие звания, как и звания доцентов или профессоров, выдаёт и утверждает только Министерство образования и науки РФ), "младших научных сотрудников", а на некоторых учебниках ставится якобы "научный гриф" об утверждении или рекомендации в качестве пособия со стороны этого института.
В частности, из общедоступных публикаций известны "старшие научные сотрудники" данного института: Галузо Василий Николаевич, Гордеев Игорь Витальевич, Кирсанов Алексей Юрьевич (1968 года рождения), Белоновский Вячеслав Николаевич (1946 года рождения), Ласкин Александр Анатольевич (1957 года рождения), Васильева Елена Владимировна, Тикиджи Вадим Николаевич (1977 года рождения, Лукашевич Дмитрий Александрович (1988 года рождения), "ведущий научный сотрудник" Давыдова Юлия Александровна (заместитель директора "НИИ"), а также "младшие научные сотрудники": Семов Владимир Ильич (аспирант Государственного университета управления, параллельно с работой в "НИИ" - сотрудник юридической редакции издательства «Юнити-Дана»), Саудаханова Динара Надеровна (параллельно - учредитель и руководитель ООО "Международный Институт Права" в г. Москва, а также ООО "Международный Центр Гуманитарных и Естественно-Научных Исследований" в г. Ивантеевка Московской обл.), Иванов Дмитрий Александрович, Родин Роман Сергеевич (1989 года рождения), Геворков Георгий Эдуардович (1993 года рождения), и другие.
Заместителями директора института стали доктор психологических наук  Грошев Игорь Васильевич (заместитель по вопросам науки) и кандидат юридических наук Саудаханов Марат Вильданович (заместитель по международным связям, являлся ликвидатором ранее существовавшего ООО "Международный Институт Права" в г. Москва), доцент кафедры государственного и административного права Российского технологического университета — МИРЭА, последний ранее возглавлял общественную организацию - региональный общественный фонд содействия правоохранительным органам "Закон и Право".

## Печатные труды
- Эриашвили, Н. Д. К 65-летию Василия Николаевича Галузо, кандидата юридических наук, старшего научного сотрудника НИИ образования и науки // Закон и право. - 2021. - № 4. - С. 211-212.

### Учебники и пособия
- Ховард К., Журавлева Г., Эриашвили Н. Экономическая теория, теория свободного рынка. М.: Юнити, 1997.
- Грузинов В.П., Максимов К.К., Эриашвили Н.Д. Экономика предприятия: Учебник для вузов. М.: Банки и биржи, Юнити. 1998
- Косарев А. И., Малинкович М. В., Покревская С. Д., Староверова О. В., Теплова Н. А., Эриашвили Н. Д. Право: учебник для вузов. М.: Юнити, Закон и право, 1998.
- Прыкин Б. В., Прыкина Л. В., Усман З. А., Эриашвили Н. Д. Общий курс менеджмента в таблицах и графиках.  М.: Банки и биржи; Юнити, 1998.
- Писманик М.Г., Балтанов Р.Г., Балтанова Г.Р., Эриашвили Н. Д. Религия в истории и культуре / под. ред. проф. М.Г. Писманика. М., 1998.
- Мунчаев Ш. М., Самсин А. И., Эриашвили Н. Д. Религия. История и современность : Учебник для вузов. М.: Культура и спорт, 1998.
- Лозбяков В. П., Эриашвили Н. Д.. Криминология и административная юрисдикция милиции: учебное пособие для вузов. М.: Юнити, Закон и право, 1998.
- Ховард К., Эриашвили Н.Д., Соловьев Б.А., Цыпкин Ю.А. Маркетинг: Принципы и технологии маркетинга в свободной рыночной системе / Под ред. Н.Д. Эриашвили. М., 1999
- Мунчаев Ш. М. , Устинов В. М. , Эриашвили Н. Д. История Российского государства. М., 2000.
- Маркетинг: учебник для вузов / Н.Д. Эриашвили , К. Ховард , Ю.А. Цыпкин и др. 2-е изд. перераб. и доп. М., 2000.
- Банковское право: учебник для вузов. 2-е изд. М., 2000.
- Теоретико-методологические основы книгоиздательского маркетинга. М., 2000.
- Агромаркетинг и консалтинг. М., 2000 (в соавторстве).
- Предпринимательское право. М., 2000.
- Финансовое право: Учебник для вузов. М., 2000.
- Эриашвили Н.Д. Экологическое право: учебник для вузов. М., 2000.
- Экономика. М., 2000 (без соавторства).
- Административное право в схемах. Учебное пособие для вузов. М., 2000 (в соавторстве).
- Истомин О.Б., Карп М.В., Коршунов Н.М., Шабалин Е.М., Эриашвили Н.Д. Лизинг: экономические и правовые основы. Учебное пособие для вузов 2-е изд., перераб. и доп. М., 2001.
- Менеджмент: Учебное пособие. М., 2001.
- Расчетные и кассовые услуги банка. М., 2001.
- Мунчаев Ш. М. , Устинов В. М. , Эриашвили Н. Д. Отечественная история : вопросы, ответы. учебное пособие для студентов вузов. М., 2002.
- Правоведение: учебник для вузов. М., 2002.
- Родионова Н. В., Эриашвили Н. Д., Цыпкин Ю. А. Руководство сотрудникам фирмы. М., 2002.
- Гапоненко В. Ф., Мельников А. Б., Эриашвили Н. Д. Финансово-правовые особенности криминализации холдинговых корпораций. М., 2003
- Эриашвили Н.Д. , Ховард К., Цыпкин Ю.А. , Федосеев В.В. , Соловьев Б.А. , Алексеев С.В. Маркетинг : Учебник для студентов вузов , обучающихся по экономическим специальностям / Под ред . Н.Д. Эриашвили. М., 2003.
- Староверова О.В., Эриашвили Н.Д. Налоговый процесс. М., 2004.
- Тавасиев А.М., Эриашвили Н.Д. Банковское дело: Учебник для вузов. М., 2004.
- Мировая экономика [учебник для вузов по экономическим специальностям и направлениям] В. К. Ломакин ; глав. ред. Н. Д. Эриашвили. М., 2004.
- Елизаров И.Е., Казанцев С.Я., Кикоть В.Я., Кофман Б.И., Миронов С.Н., Сафиуллин Н.Х., Эриашвили Н.Д. Терроризм: борьба и проблемы противодействия / под ред.: Кикоть В.Я., Эриашвили Н.Д. М.: Закон и право, 2004.
- Еремичев И.А. , Алексий П.В. , Эриашвили Н.Д. и др . Жилищное право: учебник. М., 2005.
- Экономика и право. Теневая экономика / Под ред. Н.Д. Эриашвили, Г.М. Казиахмедова. (2-е изд.). М., 2005.
- Рассолов М. М. , Эриашвили Н. Д. , Галузо В. Н. Таможенное право. М., 2005.
- Андреев Ю.Н., Эриашвили Н.Д, Волкова Н.А. Теория и практика применения норм гражданского права: Учеб. пособие / Под ред. Н.М. Коршунова, Ю.Н. Андреева. М.: Закон и право, 2006.
- Павловский В. П. Эриашвили Н. Д. Основы религиоведения: учебное пособие для вузов. М.,2006.
- Павлухин А.Н. Нестеров П.Н. , Эриашвили Н.Д. Общественно опасное поведение и его уголовная противоправность. М., 2007.
- Мадлевская Е. Л., Эриашвили Н. Д.,  Павловский В. П. Русская мифология. Энциклопедия. М., 2007.
- Сулейманов Т. А., Павлухин А. Н., Эриашвили Н. Д. Механизм и формы реализации норм уголовного права.  М., 2007.
- Захарова С. С., Павлухин А. Н., Чистяков А. А., Эриашвили Н. Д. Обоснованный риск в уголовном праве Российской Федерации. М., 2007.
- Культурология. История мировой культуры. Хрестоматия. М., 2008.
- Габричидзе Б. Н., Чернявский А. Г., Эриашвили Н.Д. Основы органов государственной власти России. М., 2008
- Иванова В. С., Павлухин А. Н., Эриашвили Н. Д. Предупреждение преступлений негосударственными субъектами в России. – М.: Закон и право. 2008.
- Коршунов Н.М., Эриашвили Н.Д. Предпринимательское право. М., 2008.
- Россинская Е. Р., Эриашвили Н. Д. Судебно-бухгалтерская экспертиза. М., 2008.
- Алексий П. В.,  Эриашвили Н. Д. Арбитражный процесс. М., 2008.
- Никулина Н. Н., Суходоев Д. В., Эриашвили Н. Д. Финансовый менеджмент организации. Теория и практика. М., 2008.
- Никулина Н. Н., Суходоева Л. Ф., Эриашвили Н. Д. Страховой маркетинг. М., 2009.
- Павлухин А. Н., Зарипов З. С., Эриашвили Н. Д. Предупреждение преступлений несовершеннолетних средствами правового воспитания. М., 2009.
- Эриашвили Н.Д. , Древаль Л. Н. Финансовое право. М., 2010.
- Криворотов В.В., Калина А.В., Эриашвили Н.Д. Экономическая безопасность государства и регионов. М., 2011
- Косов М.Е, Крамаренко Л.А, Эриашвили Н.Д. Налогообложение предпринимательской деятельности: теория и практика: Учебник. М., 2012.